# كريز (كوهسرخ)
كريز هي قرية في مقاطعة كوهسرخ، محافظة خراسان الرضوية، إيران. يقدر عدد سكانها بـ 689 نسمة بحسب إحصاء 2016.